# Reid (Canberra)
Pour les articles homonymes, voir Reid.

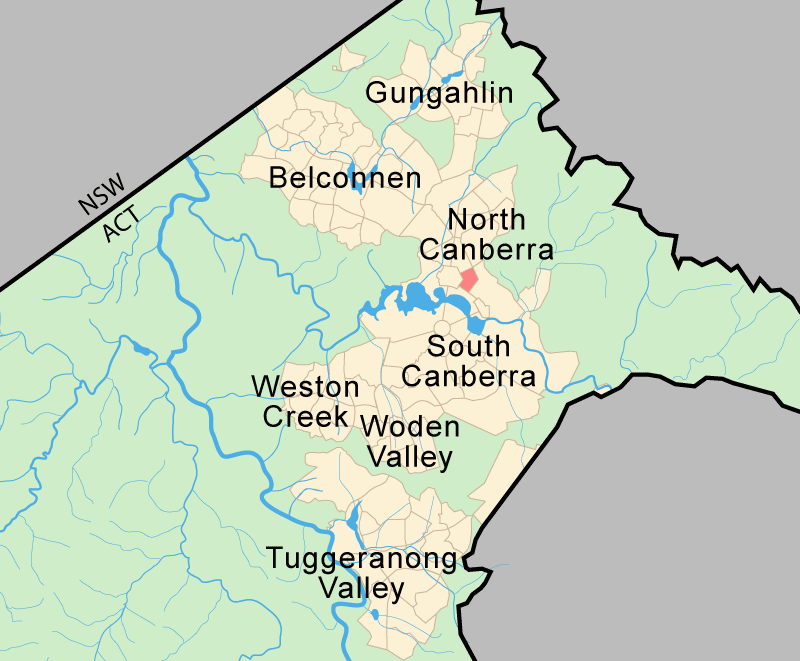
Plan de Canberra. Reid est repéré en rose.

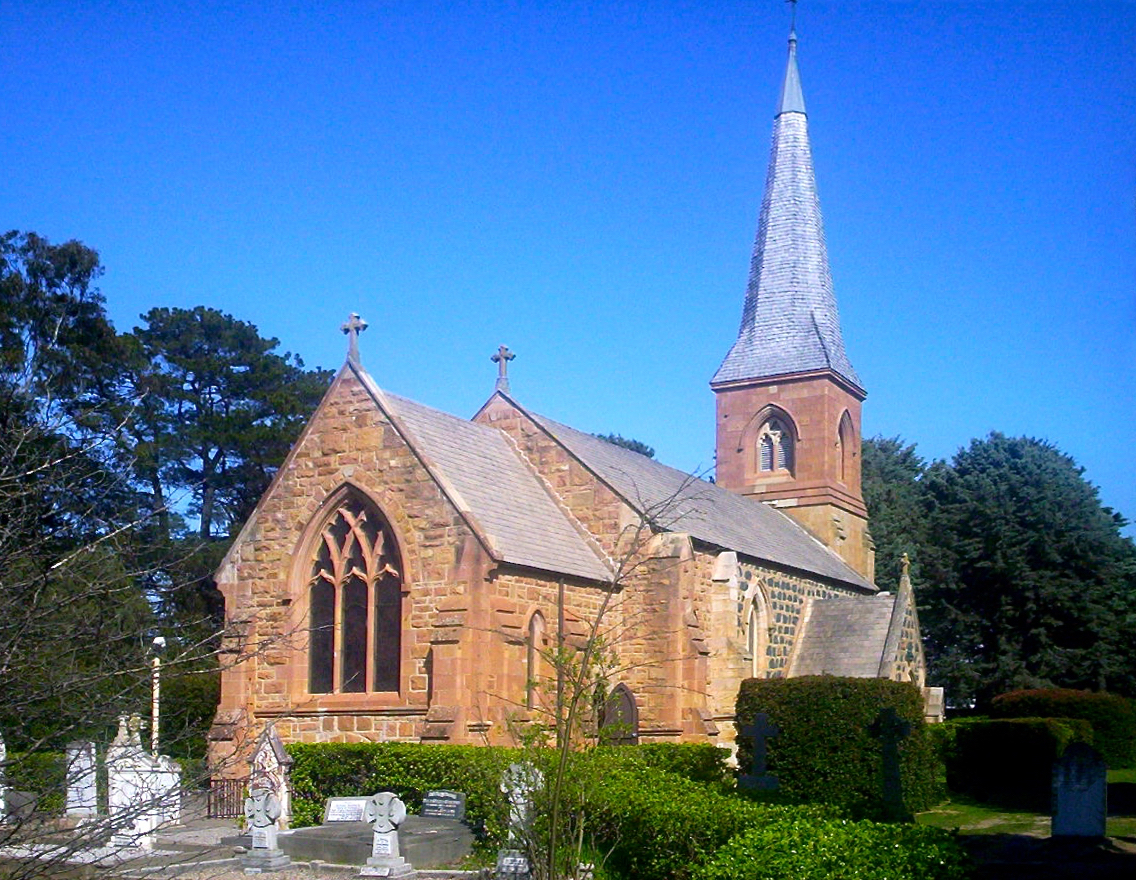
L'église anglicane saint Jean Baptiste.

Reid (code postal : 2612) est un quartier de Canberra Nord, à Canberra en Australie. Situé juste à côté de Civic, le quartier central des affaires, Reid est l'un des plus anciens quartiers de Canberra. La population de Reid au recensement de 2001 était de 1634 personnes. 

## Nom
Reid doit son nom au quatrième Premier ministre d'Australie, Sir George Reid. 

## Situation géographique
Il est séparé du quartier de Campbell par le boulevard de l'ANZAC parade le grand axe des cérémonies qui va du lac Burley Griffin au mémorial australien de la guerre. 

## Monuments
Le quartier abrite l'Institut de technologie de Canberra et l'église Saint-Jean-Baptiste, la plus ancienne église de Canberra. La plus grande partie du quartier est classée zone historique.